# (22489) Yanaka
(22489) Yanaka (1997 GR24) – planetoida z grupy pasa głównego asteroid okrążająca Słońce w ciągu 4,42 lat w średniej odległości 2,69 j.a. Odkryta 7 kwietnia 1997 roku.